# Belagerung von Dunboy Castle
Clontibret – Carrickfergus – Yellow Ford – Curlew Pass – Cahir Castle – Moyry Pass – Kinsale – Dunboy
Die Belagerung von Dunboy Castle fand vom 5. bis 18. Juni 1602, gegen Ende des Neunjährigen Kriegs im County Cork in Irland statt. Die Ruinen von Dunboy Castle, in deren unmittelbarer Nähe bis 2011 der Bau eines Hotels begonnen wurde, liegen westlich der Stadt Castletownbere auf der Halbinsel Beara in der Grafschaft Cork. Es war einst ein steinernes Turmhaus, erbaut, um den Hafen von Bearhaven zu kontrollieren und verteidigen, einst Hochburg von Donal Cam O’Sullivan Beare, einem gälischen Clanführer und Chief of Dunboy.

## Vorgeschichte
O’Sullivan gehörte der Konföderation von gälischen Lords an, die gegen die englische Vorherrschaft in Irland rebellierten und dessen Soldaten, von spanischen Einheiten unterstützt, an der Schlacht von Kinsale teilnahmen. Nach der Niederlage bei Kinsale entschloss er sich, den Kampf fortzuführen und versammelte seine Truppen bei Dunboy.
O’Sullivan musste die Burg aber zuerst wieder unter seine Kontrolle bringen. Dunboy Castle war von einer kleinen Einheit spanischer Soldaten unter Captain Saavedra besetzt. Im Februar 1602 waren Saavedras Truppen bereit, die Burg an englische Einheiten zu übergeben, was Teil der Verpflichtungen nach der Niederlage von Kinsale war. Doch O’Sullivan überraschte die spanischen Einheiten, entwaffnete sie und schickte sie später zurück nach Spanien. O’Sullivan behielt alle Waffen, Ausrüstung und Munition und begann sofort damit, die Verteidigung der Burg zu verbessern, um für den unvermeidlichen Angriff der Engländer gerüstet zu sein. Er hinterließ 143 seiner besten Männer unter der Anführerschaft von Captain Richard MacGeoghegan und Friar Domenic Collins in der Burg. O’Sullivan selbst begab sich zu einer anderen seiner Burgen, Ardea Castle, an der nördlichen Küste der Halbinsel, um Geld und Nachschub zu sichern, die gerade per Schiffe aus Spanien eingetroffen waren.
Die englische Krone entsandte eine 5000 Mann starke Armee unter dem Kommando von Sir George Carew, Lord President of Munster, um den Widerstand zu brechen. Carew konnte auch auf Unterstützung von Seestreitkräften zählen.

## Die Belagerung
Da Dunboy Castle als schwer einnehmbar galt, begann Carew die Belagerung mit heftigem Artilleriebeschuss von Land und See.
Owen O’Sullivan of Carrignass, einer von O’Sullivans Cousins, der sich mit Carew verbündet hatte, berichtete Carew schließlich von einer Schwachstelle in der Burgmauer, nahe einem Treppenaufgang. Carew ließ das Feuer auf diese Stelle richten und konnte letztendlich die Mauer zum Einsturz bringen. Nach 10 Tagen Beschuss war die Burg nur noch eine Ruine und die endgültige irische Niederlage schien sicher. MacGeoghegan entsandte einen Boten zu Carew, der eine Kapitulation forderte, und den Carew im Gegenzug in Sichtweite der Burg hängen ließ. Ohne Hoffnung versuchten einige Verteidiger zur nahegelegenen Insel Dursey Island zu schwimmen, wo sie entweder gefangen genommen oder getötet wurden. Die verbleibenden Verteidiger konnten einen weiteren englischen Angriff abwehren, bevor sie sich in den Burggewölben einschlossen.
Am 11. Tag war die Burg gefallen. Während der Belagerung plünderten englische Truppen Dursey Island, wo O’Sullivans Familie wohnte; Männer wurden in der Kirche bei lebendigem Leib verbrannt, Frauen und Kinder wurden von den Klippen gestoßen und ertranken.
Der Keller der Burg wurde schließlich nach einigen Feuergefechten ebenfalls erobert und MacGeoghegan wurde regelrecht von Captain Power zerstückelt, als er versuchte das Munitionslager der Burg in die Luft zu sprengen. Bis auf drei, wurden alle gefangenen Soldaten auf dem Marktplatz von Castletownbere gehängt. Friar Domenic Collins wurde nach seiner Befragung durch Carew nach Youghal gebracht, wo auch er schließlich erhängt wurde.

## Nachspiel
Nach dem Fall von Dunboy Castle ging O’Sullivan zu Guerilla-Taktiken in Westcork über, konnte damit mindestens sechs Burgen erobern und entschied sich schließlich mit 1000 Mann, Frauen und Kindern („O’Sullivan’s March“) seinen Verbündeten im Norden der Insel zu helfen.
O’Sullivans Leute wurden auf der langen Reise immer wieder von feindlichen Truppen belagert und beschossen und kämpften gegen Hunger und Krankheiten, so dass letztendlich, als die Karawane bei O’Rourke’s Castel in Leitrim ankam, nur noch 35 Personen überlebt hatten. Einige verließen den Zug auch während der Reise, um sich dort niederzulassen; die Nachkommen dieser Personen sind heute als The Beres bekannt.
In Leitrim versuchte O’Sullivan mit anderen Clanoberhäuptern den Kampf wieder aufzunehmen, doch alles endete, als Hugh O’Neill kapitulierte und im Rahmen der Friedensverträge einen Eid auf die englische Krone leistete. O’Sullivan weigert sich, dies zu tun und ging nach Spanien ins Exil, wo er später ermordet wurde.